# Весела карусель з 1938
«Весела карусель з 1938» (англ. Merry Go Round of 1938) — американський комедійний мюзикл режисера Ірвінга Каммінгса 1937 року.

## У ролях
- Берт Лар — Берт
- Джиммі Саво — Джиммі
- Біллі Гаус — Біллі
- Еліс Брейді — тітка Гортензія
- Міша Ауер — Міша
- Джой Годжес — Саллі Браун
- Луїза Фазенда — місіс Пенелопа Апдайк
- Джон «Дасті» Кінг — Тоні Таунсенд
- Барбара Рід — Кларіс Стокбридж